# Albrecht von Sachsen-Weißenfels
Albrecht (auch Albert) von Sachsen-Weißenfels (* 14. April 1659 in Halle; † 9. Mai 1692 in Leipzig) war ein geborener Prinz und (Titular-)Herzog von Sachsen-Weißenfels und entstammte einer Seitenlinie der albertinischen Wettiner.

## Familie
Albrecht war der fünfte und jüngste Sohn des Herzogs August von Sachsen-Weißenfels und dessen erster Gemahlin Anna Maria von Mecklenburg-Schwerin, Tochter des Herzogs Adolf Friedrich I. von Mecklenburg-Schwerin.

## Leben
Wegen der testamentarischen Verfügungen seines Vaters erhielt Albrecht nicht wie zwei seiner älteren Brüder Teile der väterlichen Lande, sondern nur beschränkte Einkünfte aus diesen zugesprochen.
Ohne eigene Residenz hielt Albrecht bei seinen Schwiegereltern in Wertheim Hof und konvertierte zum katholischen Glauben.
Prinz Albrecht wurde von seinem Vater, der ihr Oberhaupt war, in die Fruchtbringende Gesellschaft aufgenommen. Ihm wurde der Gesellschaftsname der Muntere verliehen.
Er starb am 9. Mai 1692 33-jährig in Leipzig und wurde nicht wie seine beiden Töchter in der Familiengruft der Weißenfelser Schlosskirche, sondern in Erfurt bestattet.

## Ehe und Nachkommen
Seine einzige Ehe schloss er am 22. Juni 1687 in Wertheim mit Christiana Theresia von Löwenstein-Wertheim-Rochefort, der Tochter Graf Ferdinand Karls zu Löwenstein-Wertheim-Rochefort aus dessen Ehe mit Anna Maria von Fürstenberg-Heiligenberg, Tochter des Grafen Ernst Egon VIII. von Fürstenberg-Heiligenberg. Nach dem Tode Albrechts heiratete seine Witwe den Prinzen Philipp Erasmus von Liechtenstein.
Albrecht und Christine hatten gemeinsam zwei Töchter:
- Anna Christine (* 17. Juli 1690 in Wertheim; † 5. März 1763 in Wien), Prinzessin von Sachsen-Weißenfels
- Maria Auguste (* 4. Februar 1692 in Wertheim; † 15. Februar 1692 ebenda), Prinzessin von Sachsen-Weißenfels